# 亘理神社
亘理神社（わたりじんじゃ）は、宮城県亘理町にある神社である。別名「亘理招魂社」、「おだて」とも。旧社格は村社で、戦前は旧亘理町から神饌幣帛料が供進された。江戸時代後期から明治時代初期に流行した藩祖を祀った神社のひとつ。

## 概要
武早智雄命（たけはやちおのみこと）を主祭神とし、境内に戊辰戦争、日露戦争、大東亜戦争（太平洋戦争）の忠霊塔が立っている。亘理招魂社の別名は、これらの戦役の英霊を境内に招魂し、祭った事に由来する。現在も亘理町遺族会による慰霊祭が行われている。
亘理の発展に尽くした伊達成実公を祭っている性格上、境内には郷土亘理の発展に尽力した偉人の碑や銅像が多く建設されている。

## 歴史
亘理神社
亘理地区の基礎を築いたのは伊達成実の統治以降といわれている。戊辰戦争後、亘理伊達家主従が北海道の伊達市に移住したのち、亘理地区に残ったかつての領民達が、亘理伊達家の徳治と先祖伊達成実の顕彰を目的に、亘理郡内挙げての賛成を得て、亘理神社建設を1878年（明治11年）9月に宮城県に申請し、翌1879年（明治12年）6月に許可された。そこで亘理伊達家の居住地であった亘理要害跡にお社を建設し、伊達成実を武早智雄命として祭った。

### 忠魂碑
戊辰戦役の碑
仙台藩は戊辰戦争の際、奥羽越列藩同盟の代表格となった。しかし、新政府軍には勝てず、仙台藩は降伏、亘理領からは33人の戦没者を出した。これらの霊を慰めるために、1897年（明治30年）に戊辰戦役の碑が、1917年（大正6年）には戊辰殉難五十年祭記念碑が、現在の大東亜戦争忠霊塔の後ろの位置に建てられた。ちなみに、戊辰戦争における仙台藩降伏調停がなされたのも、旧亘理要害跡である現亘理神社である。

日露戦争忠魂碑
日露戦争時は、亘理郡からも出兵し、57名(旧亘理町だけでは39名)の戦死病死者を出した。亘理郡兵事議会は1909年（明治42年）5月、英霊のために忠魂碑を建てた。また、郡内出征者の送迎、遺族の無料診療に尽力した松原錦吾医師の、戦没者にささげた和歌「日の本のみいづと共にかがやきてますら武雄の功なりけり」「もののふの千代のかがみとあふぎみん皇国のためにたてしいさをを」の二首を刻んだ石碑も建てられた。

大東亜戦争忠霊塔
昭和の大合併により、2町2村の合併が決まった亘理町下で、合併時までに何とか懸案事項を成し遂げようと尽力した。その一つが満州事変以来の戦没者顕彰碑の建立であった。忠魂塔の題字は陸軍大将今村均、辞は門澤惣蔵撰文である。「(略)アジアの鎮めたらんとし国家の干城として出征し戦陣に倒れし英霊も幾万ぞ(略)茲に忠霊塔を建立し以って近親を慰め併せて郷土三百余柱の遺芳を後世につたえんとす」と記されている。

## 境内写真

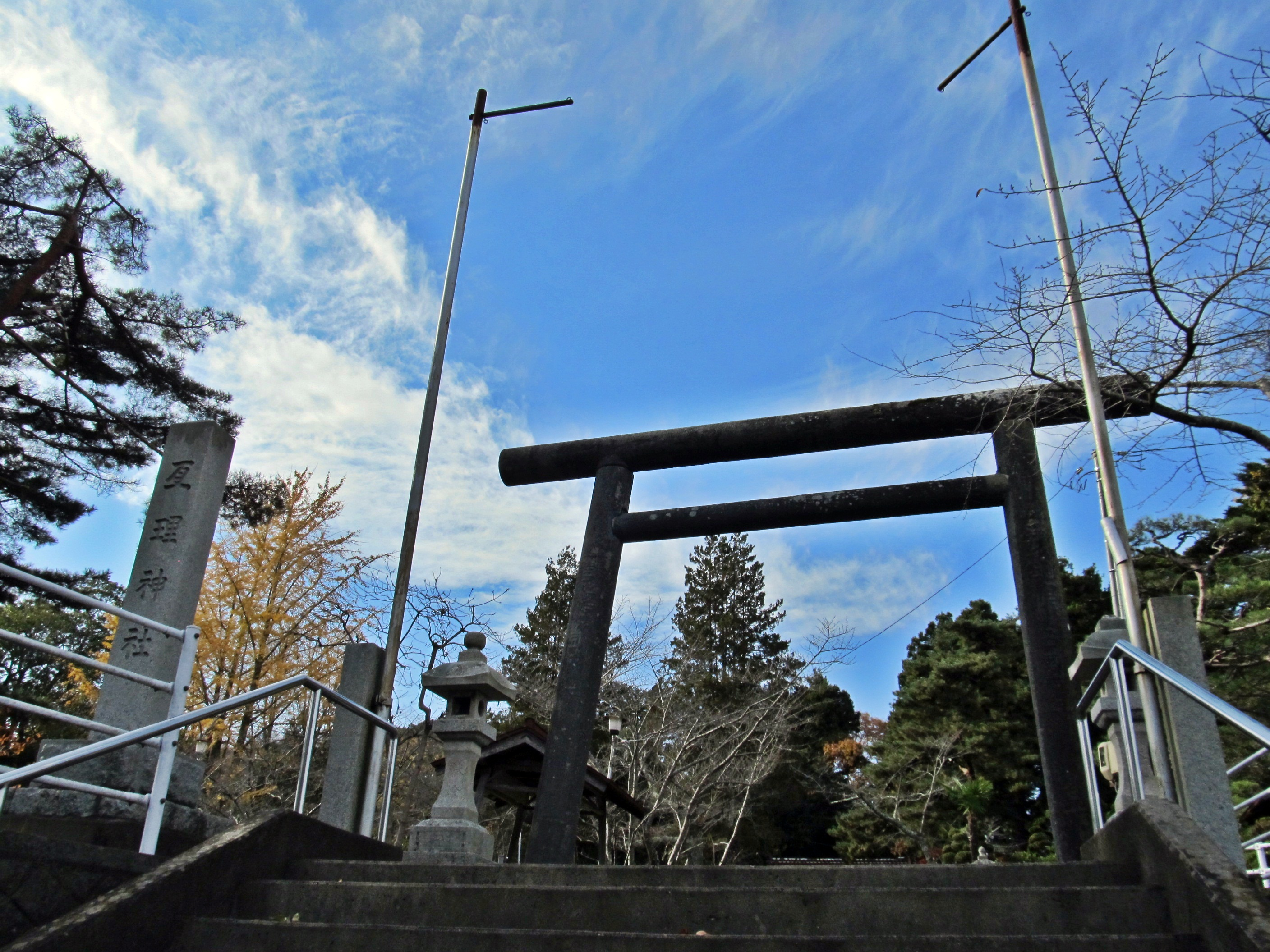
亘理神社鳥居
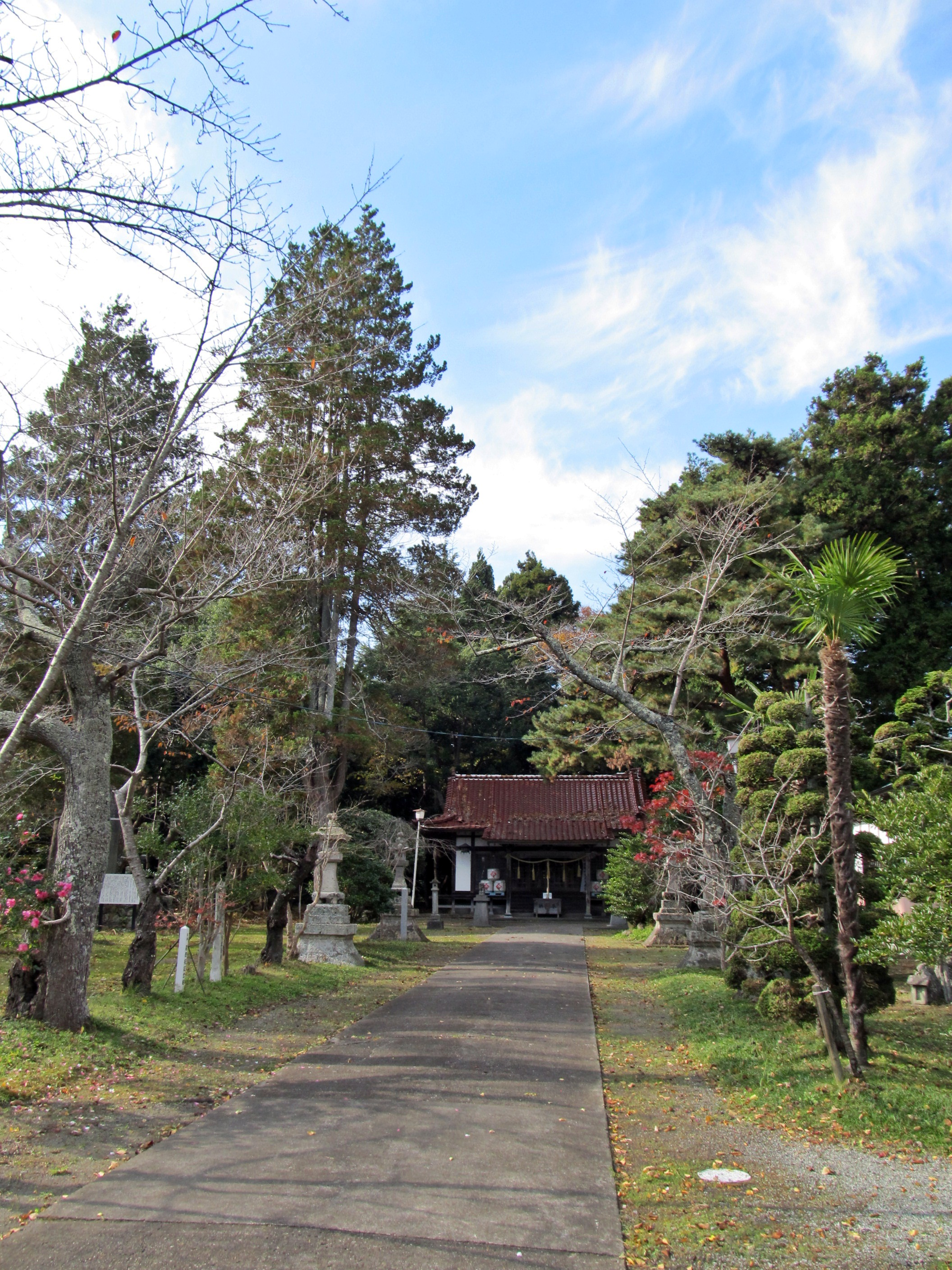
亘理神社境内参道
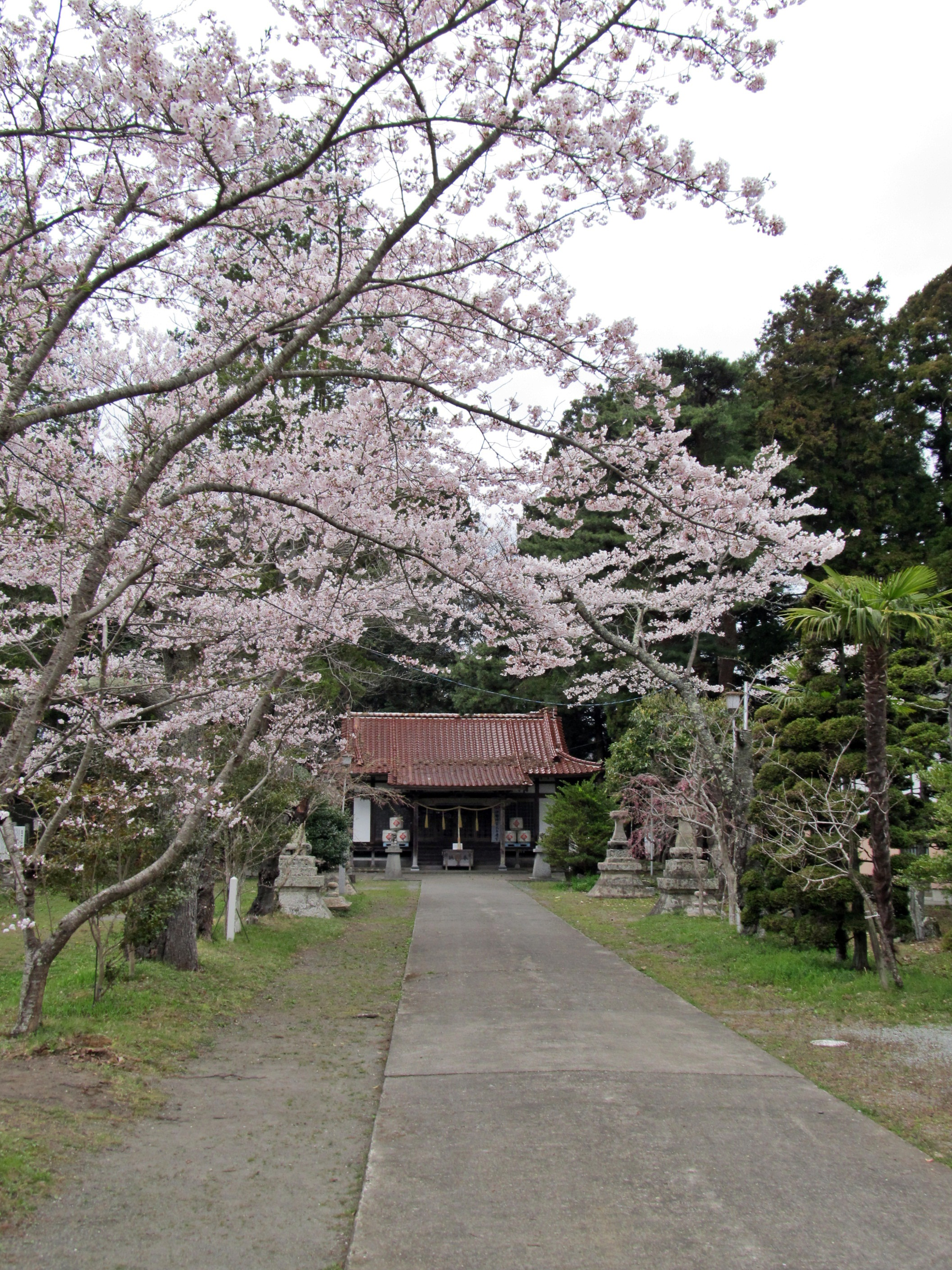
春の亘理神社境内
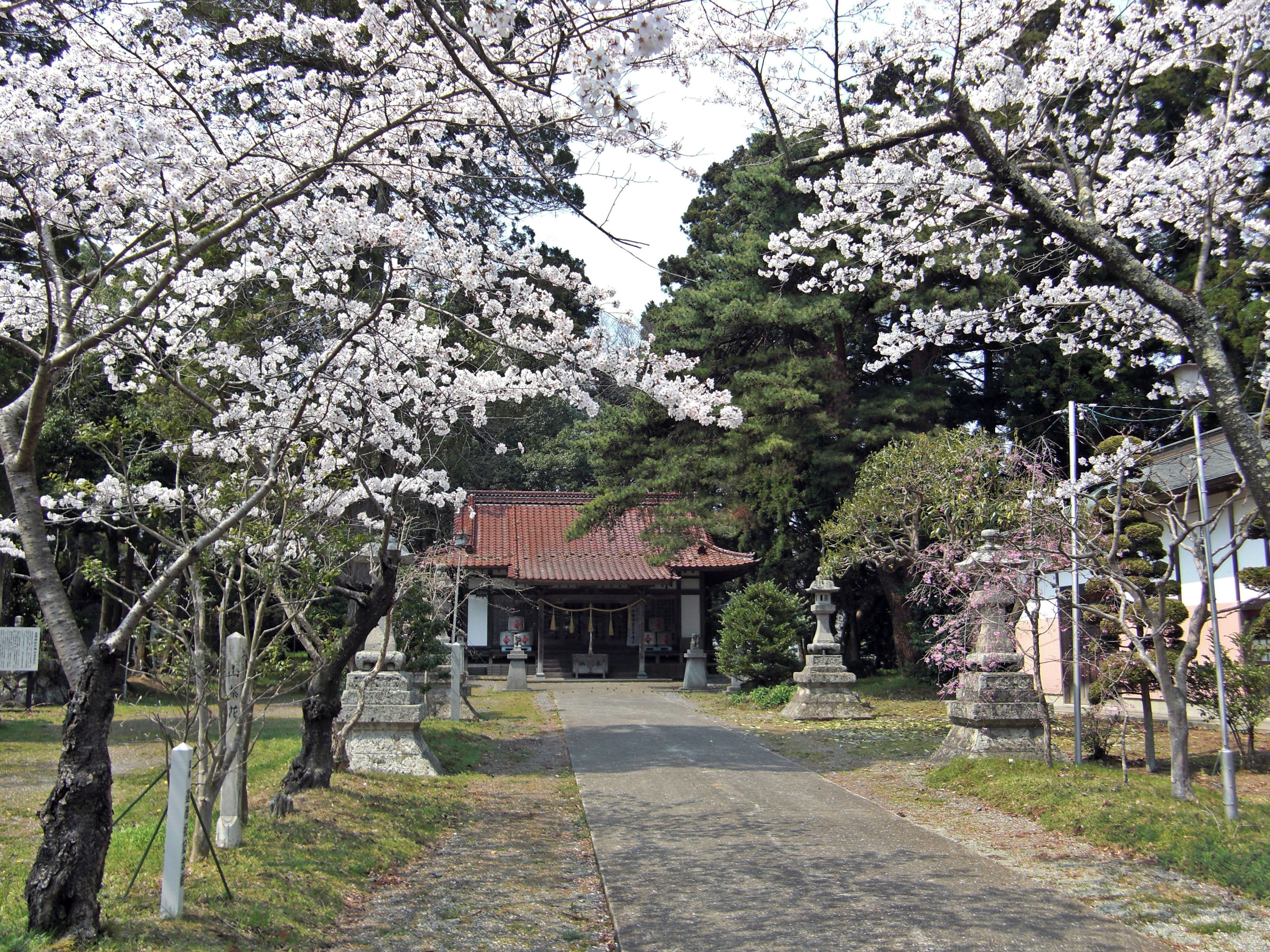
春の亘理神社
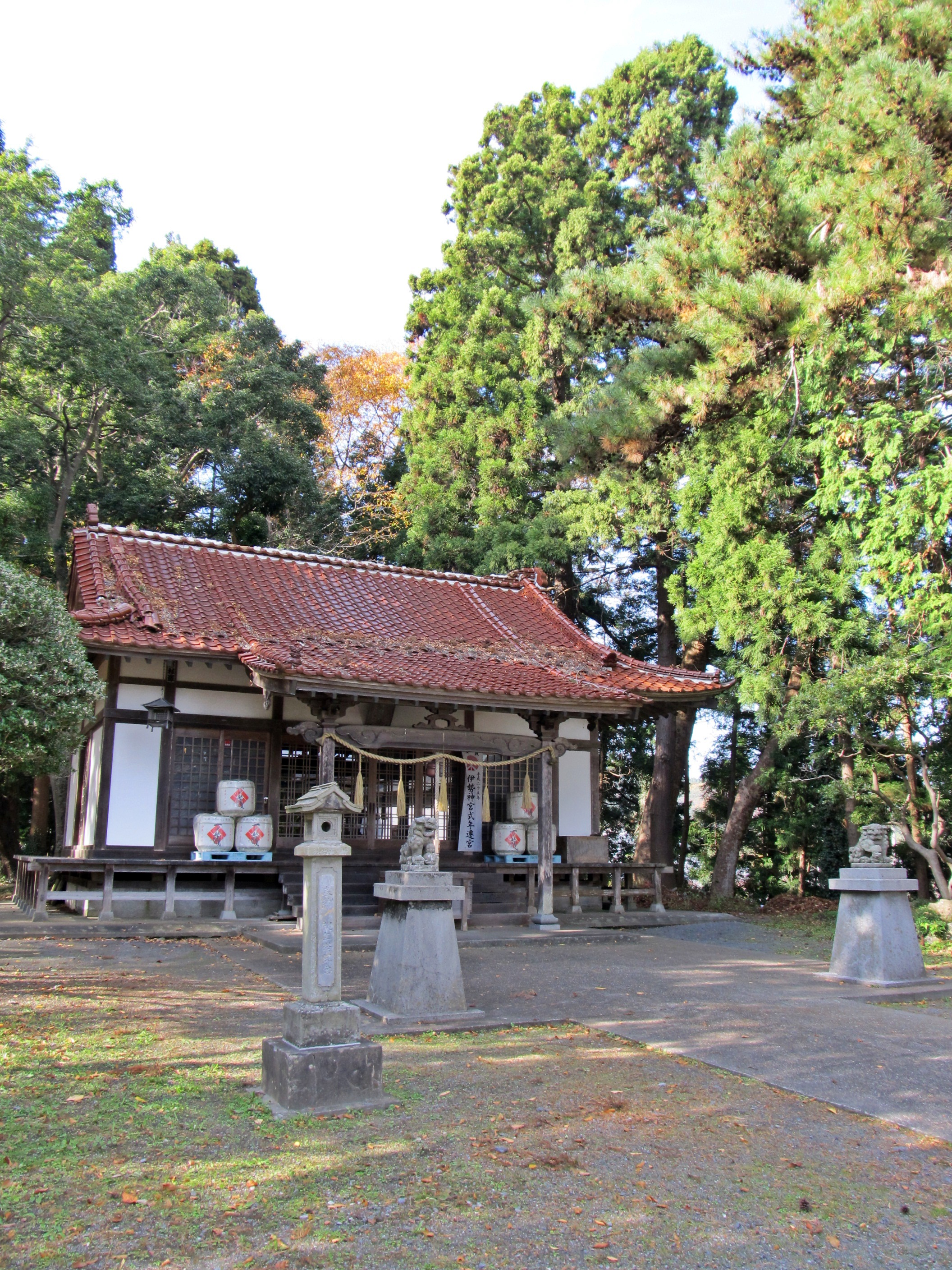
亘理神社拝殿
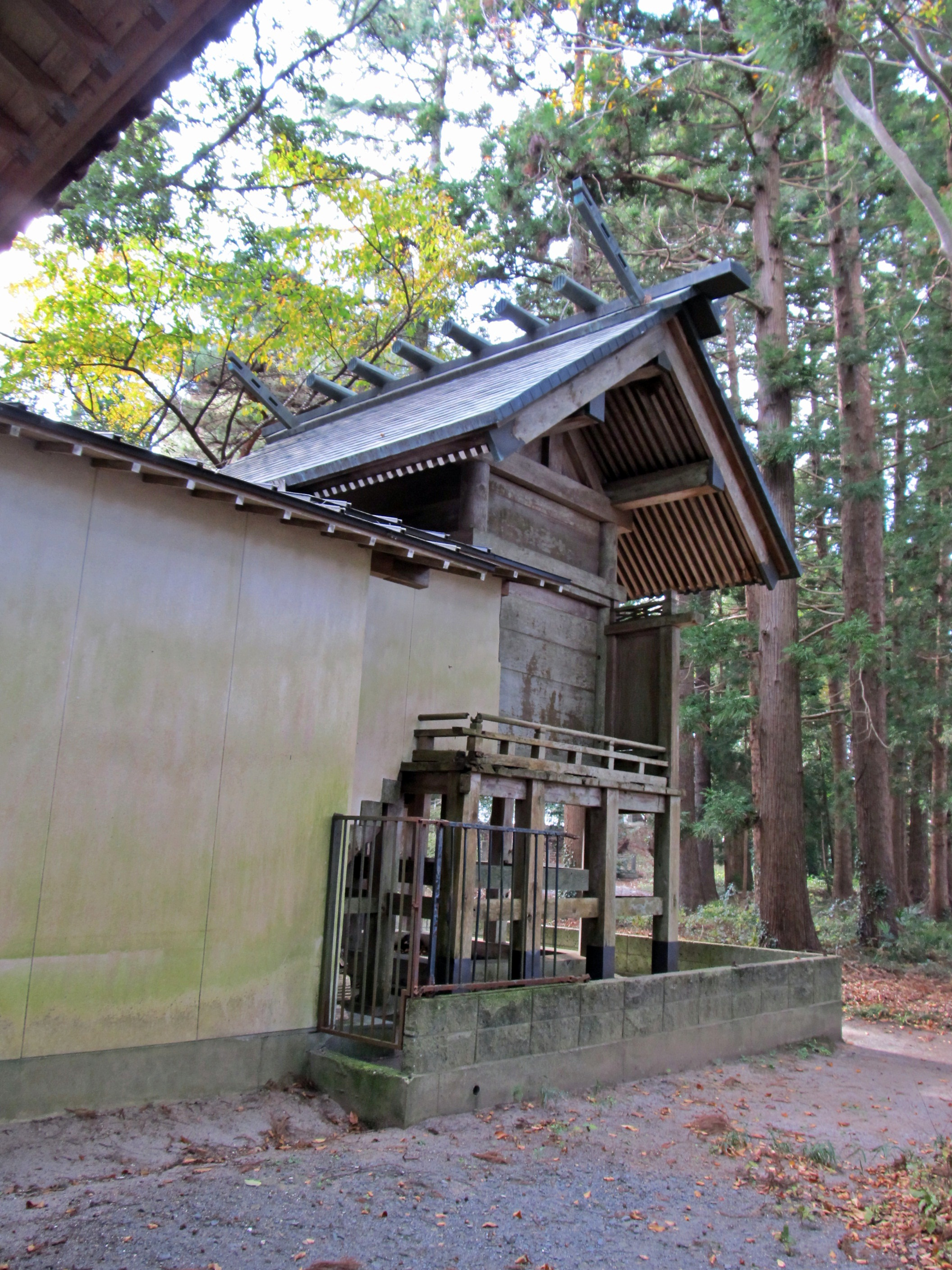
神明造の亘理神社本殿